# Flaxlanden
Flaxlanden est une commune française de la région mulhousienne, située dans la circonscription administrative du Haut-Rhin et, depuis le 1er janvier 2021, dans le territoire de la Collectivité européenne d'Alsace, en région Grand Est.
Cette commune se trouve dans la région historique et culturelle d'Alsace.
Ses habitants sont appelés les Flaxlandais et les Flaxlandaises.

## Géographie
Administrativement, Flaxlanden relève de l'arrondissement de Mulhouse et du canton de Mulhouse-Sud.
Elle forme une agglomération continue avec la commune voisine de Zillisheim, sur le territoire de laquelle est d'ailleurs située la gare de Flaxlanden.

### Communes limitrophes
|            | Brunstatt        |          |
| Zillisheim | Flaxlanden       | Bruebach |
|            | Obermorschwiller |          |

### Toponymie
Le toponyme Flaxanden provient vraisemblablement du nom germanique flach = plat et de Land = pays ou lieu de culture. Le village est connu dès 792 sous le nom de  marca Flachlantisse.

### Hydrographie
La commune est dans le bassin versant du Rhin au sein du bassin Rhin-Meuse. Elle n'est drainée par aucun cours d'eau,.

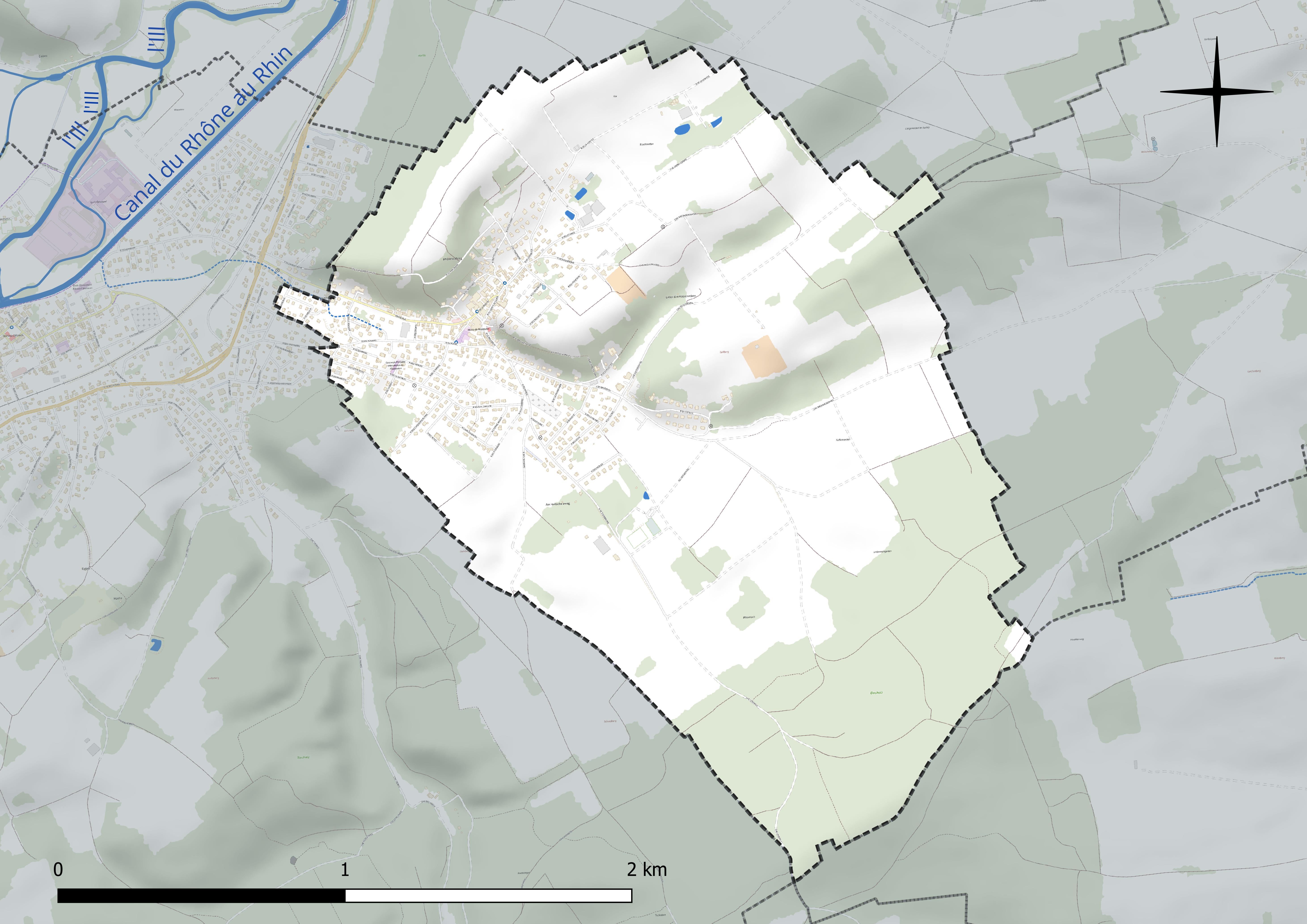
Réseau hydrographique de Flaxlanden.

### Climat
Pour des articles plus généraux, voir Climat du Grand Est et Climat du Haut-Rhin.
En 2010, le climat de la commune est de type climat des marges montargnardes, selon une étude du Centre national de la recherche scientifique s'appuyant sur une série de données couvrant la période 1971-2000. En 2020, Météo-France publie une typologie des climats de la France métropolitaine dans laquelle la commune est exposée à un climat semi-continental et est dans la région climatique  Vosges, caractérisée par une pluviométrie très élevée (1 500 à 2 000 mm/an) en toutes saisons et un hiver rude (moins de 1 °C). 
Pour la période 1971-2000, la température annuelle moyenne est de 10,1 °C, avec une amplitude thermique annuelle de 17,6 °C. Le cumul annuel moyen de précipitations est de 700 mm, avec 9,4 jours de précipitations en janvier et 9,3 jours en juillet. Pour la période 1991-2020, la température moyenne annuelle observée sur la station météorologique de Météo-France la plus proche, « Mulhouse », sur la commune de Mulhouse à 6 km à vol d'oiseau, est de 11,1 °C et le cumul annuel moyen de précipitations est de 747,6 mm. 
La température maximale relevée sur cette station est de 39,4 °C, atteinte le 13 août 2003 ; la température minimale est de −21,5 °C, atteinte le 10 février 1956,,. 
Les paramètres climatiques de la commune ont été estimés pour le milieu du siècle (2041-2070) selon différents scénarios d'émission de gaz à effet de serre à partir des nouvelles projections climatiques de référence DRIAS-2020. Ils sont consultables sur un site dédié publié par Météo-France en novembre 2022.

## Urbanisme

### Typologie
Au 1er janvier 2024, Flaxlanden est catégorisée ceinture urbaine, selon la nouvelle grille communale de densité à sept niveaux définie par l'Insee en 2022.
Elle appartient à l'unité urbaine de Zillisheim, une agglomération intra-départementale regroupant deux  communes, dont elle est une commune de la banlieue,,. Par ailleurs la commune fait partie de l'aire d'attraction de Mulhouse, dont elle est une commune de la couronne,. Cette aire, qui regroupe 132 communes, est catégorisée dans les aires de 200 000 à moins de 700 000 habitants,.

### Occupation des sols
L'occupation des sols de la commune, telle qu'elle ressort de la base de données européenne d’occupation biophysique des sols Corine Land Cover (CLC), est marquée par l'importance des territoires agricoles (56,7 % en 2018), en diminution par rapport à 1990 (59,3 %). La répartition détaillée en 2018 est la suivante : 
zones agricoles hétérogènes (29 %), forêts (28,5 %), terres arables (27,7 %), zones urbanisées (14,8 %). L'évolution de l’occupation des sols de la commune et de ses infrastructures peut être observée sur les différentes représentations cartographiques du territoire : la carte de Cassini (XVIIIe siècle), la carte d'état-major (1820-1866) et les cartes ou photos aériennes de l'IGN pour la période actuelle (1950 à aujourd'hui).

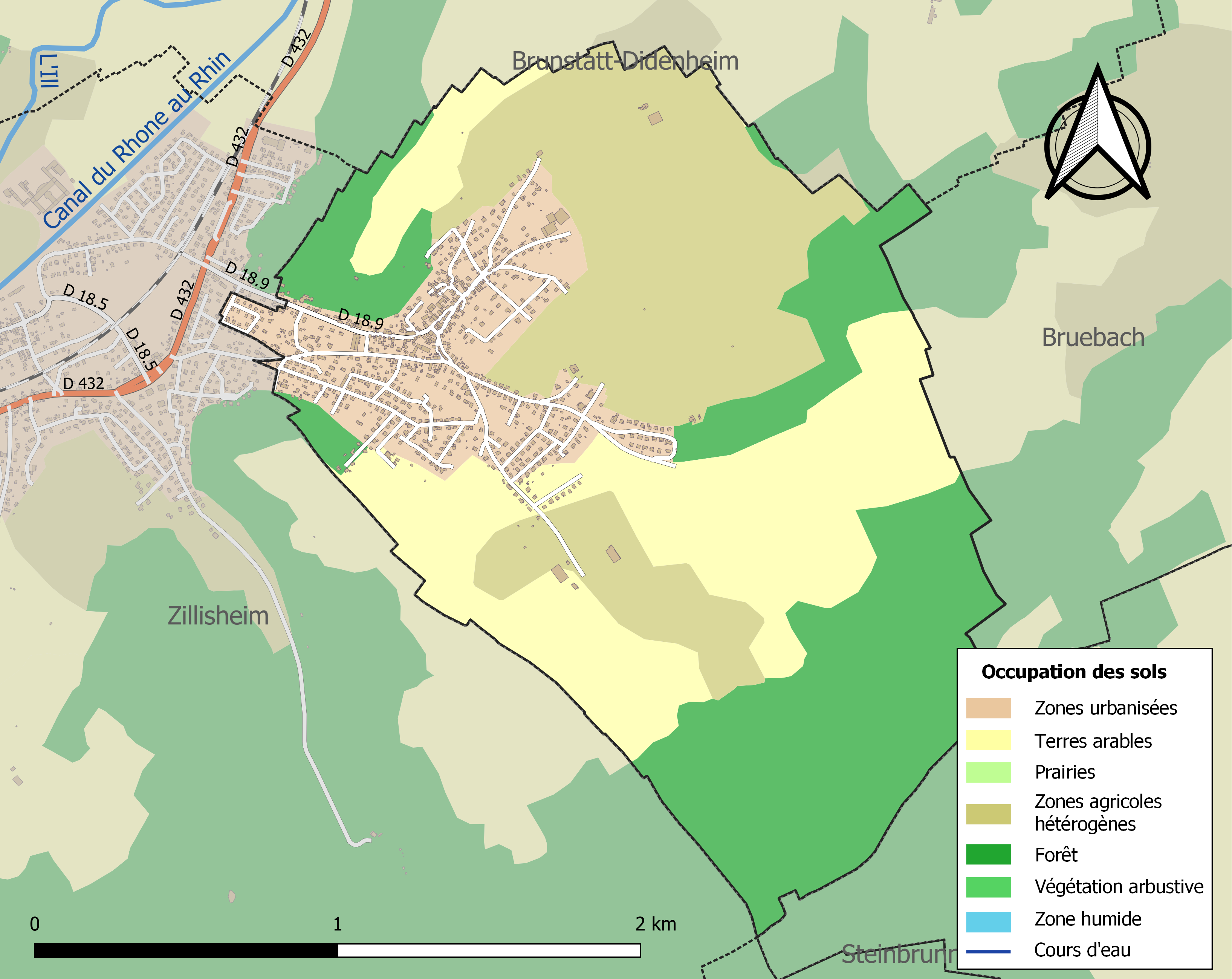
Carte des infrastructures et de l'occupation des sols de la commune en 2018 (CLC).

## Histoire
Flaxanden est connu pour avoir abrité un important centre néolithique de même qu'un petit établissement rural gallo-romain.
Le village apparaît dans les archives la première fois  dans une charte de 792, où l'on mentionne l'échange de biens par le prieur de Murbach.
Il constitue ensuite le berceau de la famille noble des Flachlanden (1185-1825), qui se fait tout d'abord connaître comme ministérielle des comtes de Ferrette. Deux membres de cette famille deviennent respectivement bourgmestre et chanoine à Bâle en 1460. Au cours de son existence, elle se mettra successivement au service de l'évêque de Bâle, du duc d'Autriche et du roi de France.
Vers 1368, le village devient possession des nobles de Masevaux, qui le reçoivent des Habsbourg. Comme le prouvent des archives du XVe siècle, il comportait alors un château dont il ne subsiste aucun vestige à ce jour.
Il passe ensuite successivement aux mains des Bollwiller (1573), des Fugger (1620), des Rosen (1639), et enfin de la famille de Broglie en 1779, quelque temps avant la Révolution française.
À partir des années 1850, Flaxlanden voit arriver de nombreux ouvriers du textile, attirés par l'industrie mulhousienne, qui deviennent finalement majoritaires au sein de la population.
Le village, situé non loin de Mulhouse, est apprécié pour son cadre de vie, verdoyant et vallonné, et sa tranquillité. Sa vocation résidentielle est aujourd'hui pleinement reconnue.
Aujourd'hui, le village est totalement reconnu, notamment en raison de la Fête de la Pomme qui a lieu chaque année au mois de septembre. Ce vide grenier permet de réunir les habitants des villages voisins. Un grand nombre d'activités sont organisées sur le thème de la pomme, en particulier la vente de jus artisanal.

### La guerre de Trente Ans
Pendant la guerre de Trente Ans, le village est décimé.

### Première Guerre mondiale
Pendant la Première Guerre mondiale, Flaxlanden eut beaucoup à souffrir, notamment au cours de la bataille du 19 août 1914 où 300 soldats allemands et plus de 600 hommes du 97e régiment d'infanterie de Chambéry laissèrent leur vie sur les pentes du Geissberg. Les noms de plusieurs rues de Flaxlanden rappellent ce triste épisode.

### Héraldique
| Blason de Flaxlanden | Les armes de Flaxlanden se blasonnent ainsi : « D'azur au cerf passant d'or. » |

## Politique et administration
| Période                                  | Période   | Identité             | Étiquette | Qualité                                   |
| ---------------------------------------- | --------- | -------------------- | --------- | ----------------------------------------- |
| Les données manquantes sont à compléter. |           |                      |           |                                           |
| 1962                                     | mars 1977 | Marcel Zwiller       |           |                                           |
| mars 1977                                | juin 1995 | Gilbert Valentin     | DVD       | Ancien directeur d'école, maire honoraire |
| juin 1995                                | mars 2008 | Bernard Ritty        | DVD       | Universitaire                             |
| mars 2008                                | mai 2020  | Claude Frey          | PS        | Cheminot                                  |
| mai 2020                                 | En cours  | Francine Agudo-Perez |           | Responsable de formation                  |

### Élections de 2008
Aux élections municipales du 9 mars 2008, l'équipe municipale en place depuis deux mandats n'est pas reconduite. La liste d'opposition au maire sortant, conduite par un ancien candidat aux cantonales en 2004 dans le Sundgau sous l'étiquette PS, se voit créditée de l'ensemble des sièges au conseil municipal.
Les nouveaux élus ont notamment fait campagne sur des questions financières. La commune de Flaxlanden connaissant des difficultés financières, les élus se sont engagés dans l'immédiat à diminuer de 20 % leurs indemnités de maire et d'adjoints, réalisant ainsi une économie de plus de 10 000 euros. Si les circonstances l'exigeaient, une diminution supplémentaire serait encore opérée.

## Démographie
L'évolution du nombre d'habitants est connue à travers les recensements de la population effectués dans la commune depuis 1793. Pour les communes de moins de 10 000 habitants, une enquête de recensement portant sur toute la population est réalisée tous les cinq ans, les populations de référence des années intermédiaires étant quant à elles estimées par interpolation ou extrapolation. Pour la commune, le premier recensement exhaustif entrant dans le cadre du nouveau dispositif a été réalisé en 2006.

En 2022, la commune comptait 1 368 habitants, en évolution de −6,11 % par rapport à 2016 (Haut-Rhin : +0,66 %, France hors Mayotte : +2,11 %).
| 1793 | 1800 | 1806 | 1821 | 1831 | 1836 | 1841 | 1846 | 1851 |
| ---- | ---- | ---- | ---- | ---- | ---- | ---- | ---- | ---- |
| 491  | 547  | 459  | 538  | 585  | 665  | 683  | 682  | 691  |

| 1856 | 1861 | 1866 | 1871 | 1875 | 1880 | 1885 | 1890 | 1895 |
| ---- | ---- | ---- | ---- | ---- | ---- | ---- | ---- | ---- |
| 701  | 750  | 710  | 700  | 726  | 741  | 677  | 676  | 698  |

| 1900 | 1905 | 1910 | 1921 | 1926 | 1931 | 1936 | 1946 | 1954 |
| ---- | ---- | ---- | ---- | ---- | ---- | ---- | ---- | ---- |
| 675  | 657  | 677  | 669  | 677  | 630  | 573  | 536  | 542  |

| 1962 | 1968 | 1975  | 1982  | 1990  | 1999  | 2006  | 2011  | 2016  |
| ---- | ---- | ----- | ----- | ----- | ----- | ----- | ----- | ----- |
| 570  | 804  | 1 084 | 1 144 | 1 101 | 1 254 | 1 448 | 1 455 | 1 457 |

| 2021  | 2022  | - | - | - | - | - | - | - |
| ----- | ----- | - | - | - | - | - | - | - |
| 1 391 | 1 368 | - | - | - | - | - | - | - |

## Lieux et monuments

### Église Saint-Sébastien (XIIesiècle)
L'église Saint-Sébastien, reconstruite en 1787, se distingue par son clocher érigé au XIIIe siècle qui a été conservé.

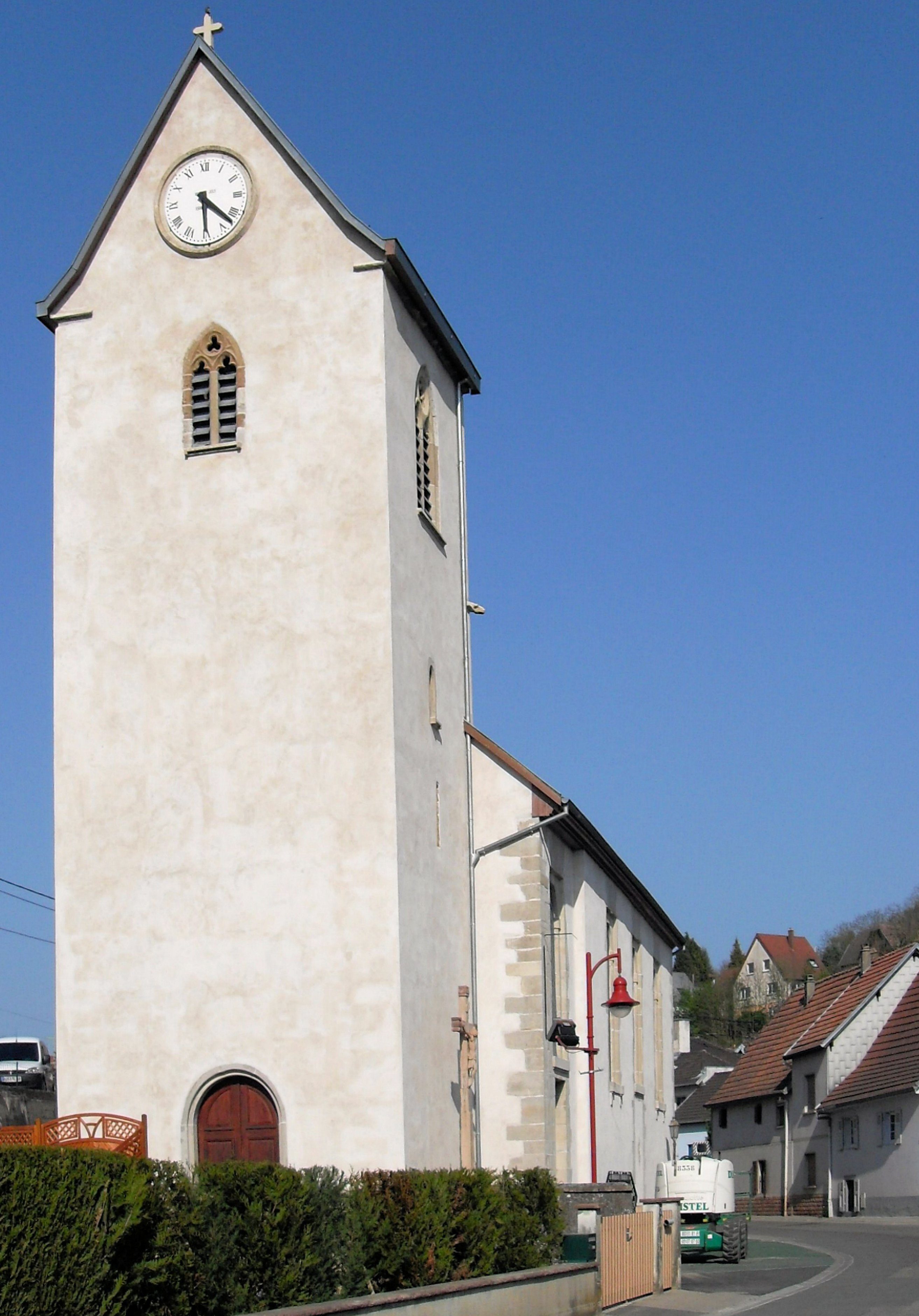
Côté ouest.
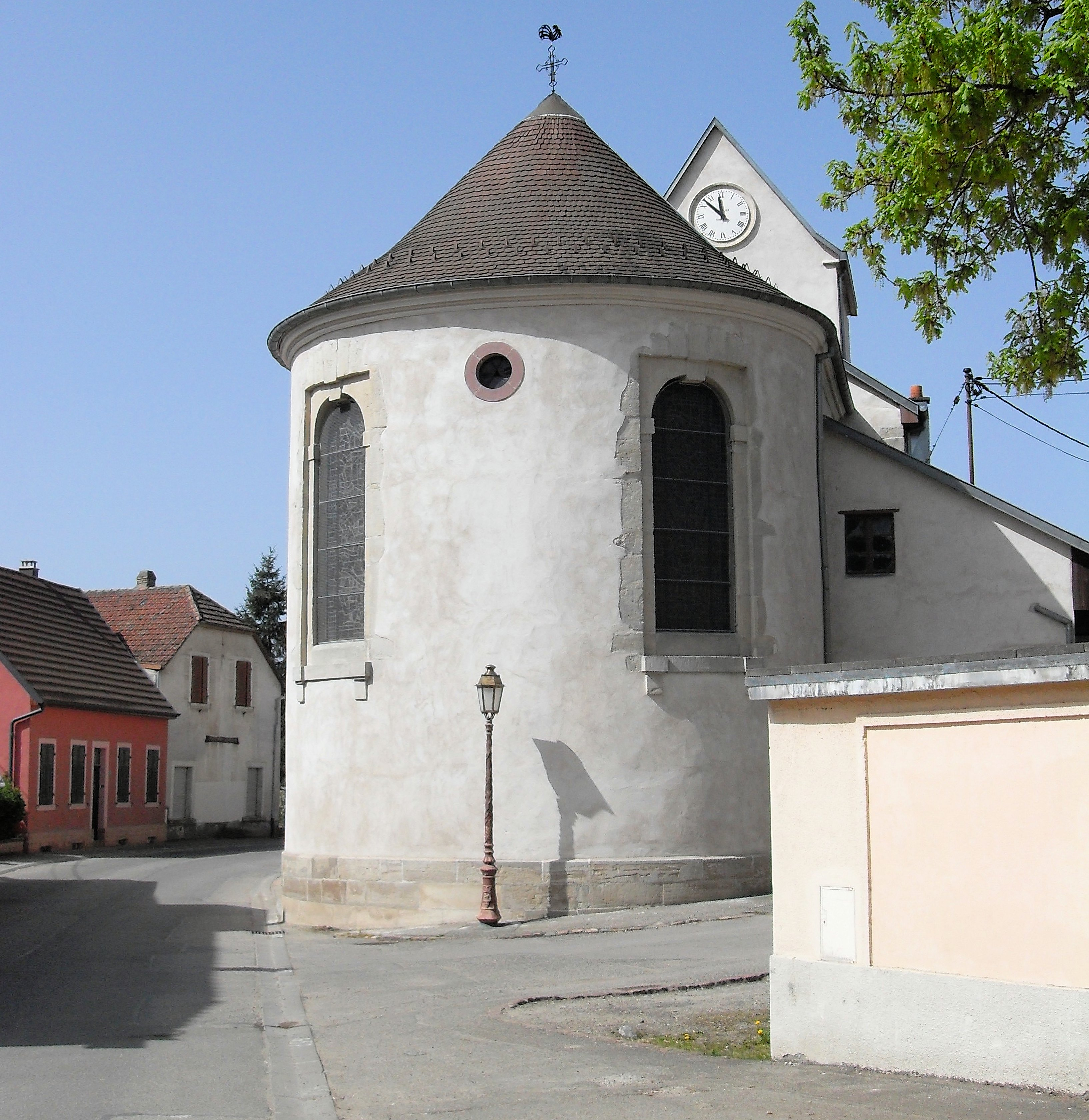
Côté est.

### Fontaines
Le village conserve quelques fontaines fort anciennes, dont l'une datant de 1526. Sur cette dernière, on reconnaît les armoiries des familles nobles de Masevaux et des Sieckingen.